# Ага Исмаил Забих
Ага Исмаил Забих (азерб. Ağa İsmayıl Zəbih; 1781, Гянджа, Гянджинское ханство — 1868, Тебриз, Азербайджан, Каджарское государство) — азербайджанский поэт XIX века, член литературного общества «Дивани-Хикмет».

## Биография
Ага Исмаил Забих родился в 1781 году в Гяндже. Он долгое время жил в Тебризе, где занимался торговлей. Помимо родного азербайджанского, он также владел персидском языком. Поэт прожил до конца жизни в Тебризе и скончался там в 1868 году.

## Творчество
Забих писал стихи и газели на азербайджанском и персидском языках. Одной из основных тем его поэзии была критика отрицательных человеческих черт, личные стремления и переживания и тоска по родине. В одном из своих стихотворений Забих пишет:
«Мое сердце полно печали от шума этого города,

Птица моего сердца летит, жаждая Азербайджан каждое мгновение».
Поэт также посвятил мухаммас Гяндже, где критиковал духовенство города и ремесленников. Помимо этого, в своих произведениях он особо восхваляет в своем искусстве поваров, пекарей, шашлычников, халваваров и мыловаров. 